# Elfrida De Renne Barrow
Elfrida De Renne Barrow (ur. 1884 w Filadelfii w Pensylwanii, zm. 1970) – poetka amerykańska. 
Jej rodzicami byli Wymberley Jones De Renne (1853-1916) i Laura Camblos Norris De Renne (1851-1913). W 1906 poślubiła doktora Craiga Barrowa. Miała trójkę dzieci. Drukowała wiersze w czasopiśmie Poetry prowadzonym przez Harriet Monroe. Była członkinią Georgia Historical Society i Georgia Society of the Colonial Dames of America. W 1923 wraz z przyjaciółmi założyła Poetry Society of Georgia. 1951 założyła Wormsloe Foundation, powołaną do publikowania książek historycznych we współpracy z University of Georgia Press. Była współautorką dwóch prac historycznych, napisanych z okazji dwóchsetlecia Savannah: Anchored Yesterdays: The Log Book of Savannah's Voyage Across a Savannah Century, in Ten Watches (z Laurą Palmer Bell) i The Second Book, Georgia: A Pageant of Years (1933). Zmarła w 1970 w wieku 86 lat.